# Syndroom van Waardenburg

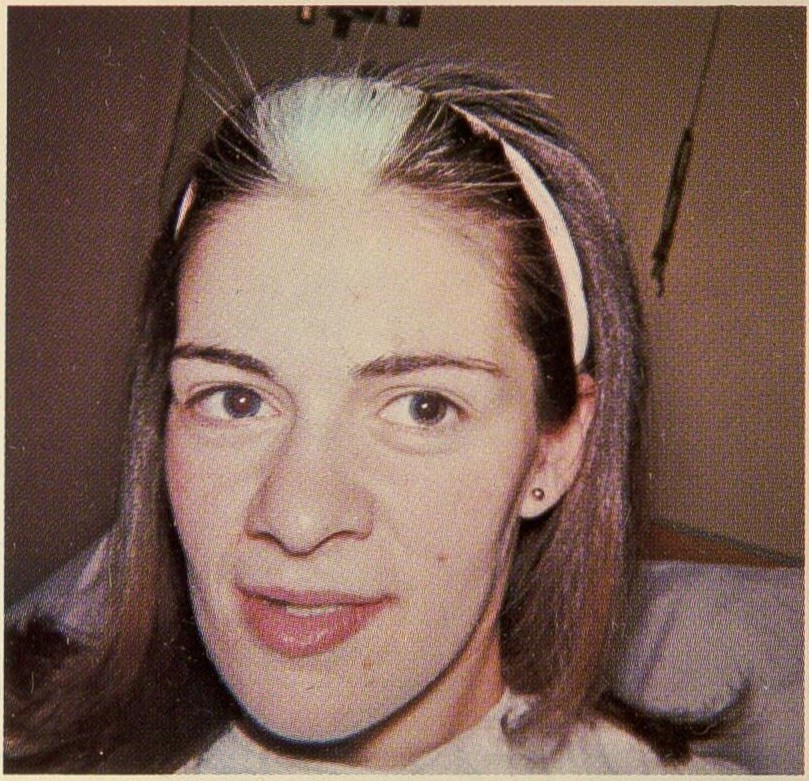
Syndroom van Waardenburg type 2 met heterochromie en witte voorhoofdhaarlok

Het syndroom van Waardenburg is een zeldzame erfelijke aandoening die voorkomt bij zowel de mens als andere zoogdieren en is genoemd naar de Nederlandse oogarts Petrus Johannes Waardenburg.

## Mens
Er bestaan minstens vier verschillende typen. De aandoening is overerfbaar volgens een dominant patroon. Type 2 werd reeds onderverdeeld in vier subtypen, omdat verschillende genen als oorzaak vastgesteld werden. Zo zijn nu reeds een tiental genen bekend die hiermee in verband gebracht kunnen worden. Ook van type 4 zijn er reeds meerdere loci in het menselijk genoom gevonden die tot dit syndroom aanleiding geven.
Mogelijke symptomen:
Niet alle onderstaande kenmerken treden bij alle aangedane personen op.
- Hypertelorisme (wijd uit elkaar staande ogen) bij type 1.
- Anoftalmie: ontbreken van een of twee oogbollen.
- Een of twee ogen waarvan de iris gedeeltelijk een pigmentlaag mist waardoor een opvallende blauwe oogkleur ontstaat. Soms een tweekleurig oog of ogen van verschillende kleur.
- Een- of tweezijdige slechthorendheid tot complete doofheid.
- Een witte lok in het haar op het voorhoofd.
- Lichaamsorganen met een afwijkende ligging.
- Constipatie, soms zo ernstig dat een deel van de dikke darm verwijderd moet worden.

## Hond
Bij de hond komt de afwijking incidenteel voor bij overwegend tot compleet witte dieren. Hier treden de volgende kenmerken op: één of twee ogen waarvan de iris gedeeltelijk een pigmentlaag mist waardoor ze blauw zijn en/of unilaterale of bilaterale doofheid of slechthorendheid. Fokkers van rashonden die overwegend wit zijn, bijvoorbeeld de Dalmatiër, beperken de incidentie door mogelijke fokdieren met een BAER-test te screenen op doofheid. Ook bij rassen waar compleet of grotendeels gekleurde dieren voorkomen, zoals de Jackrussellterriër, wordt de BAER-test gebruikt en daarnaast vermijdt men kruisingen tussen overwegend witte exemplaren.

## Kat
Bij de kat komt de afwijking enkel incidenteel voor bij compleet witte dieren. Hier treden de volgende kenmerken op: één of geheel of gedeeltelijk blauwe ogen en/of unilaterale of bilaterale doofheid. Fokkers van kattenrassen waar compleet wit (dominant gen W waarvan dit een van de epigenetische bij-effecten kan zijn incidenteel) voorkomt testen hun witte fokdieren via de BAER test en kruisen deze niet met andere witte exemplaren.

## Paard
Ook bij paardenrassen met vrij veel wit in de vacht, bijvoorbeeld pinto's, komt het syndroom incidenteel voor.